# Thecopsammia
Genre
Thecopsammia est un genre de coraux durs de la famille des Dendrophylliidae.

## Liste d'espèces
Le genre Thecopsammia comprend les espèces suivantes :
| Selon ITIS (1 juillet 2015) : - Thecopsammia elongata Moseley, 1881 - Thecopsammia socialis De Pourtalès, 1868 | Selon World Register of Marine Species (1 juillet 2015) - Thecopsammia elongata Moseley, 1881 - Thecopsammia socialis Pourtalès, 1868 |